# Joševa (Loznica)
Joševa (em cirílico: Јошева) é uma vila da Sérvia localizada no município de Loznica, pertencente ao distrito de Mačva, na região de Podrinje Jadar. A sua população era de 1030 habitantes segundo o censo de 2011.

## Demografia
| 1948  | 1953  | 1961  | 1971  | 1981  | 1991  | 2002  | 2011  |
| ----- | ----- | ----- | ----- | ----- | ----- | ----- | ----- |
| 1 245 | 1 329 | 1 346 | 1 190 | 1 228 | 1 207 | 1 123 | 1 030 |